# Gliese 625
Désignations
Gliese 625 est une étoile de type naine rouge située à 21 années-lumière de la Terre, dans la direction de la constellation du Dragon. Autour d'elle, une planète extrasolaire rocheuse a été découverte en 2017, Gliese 625 b.

## Caractéristiques
L'étoile est une naine rouge apparemment stable, ayant une masse et un rayon d'environ 30 % de ceux du Soleil et une température de surface d'environ 3 500 K. La métallicité, ou l'abondance en éléments autres que l'hydrogène et l'hélium, est considérablement inférieure à celle du Soleil (38 % par rapport aux valeurs solaires).

## Système planétaire
En mai 2017 a été annoncée la découverte d'une exoplanète de type super-Terre autour de l'étoile ; elle tourne dans la zone habitable du système, près de sa limite interne. La découverte a été faite par la méthode des vitesses radiales en utilisant le spectrographe HARPS-N du télescope national Galileo, situé à l'observatoire du Roque de los Muchachos, sur les îles Canaries.
La planète a une masse de 2,8 fois supérieure à celle de la Terre, orbitant en un peu moins de 15 jours autour de l'étoile mère, à une distance de 0,078 UA, ce qui équivaut à 11,7 millions de kilomètres.
| Planète | Masse        | Demi-grand axe (ua) | Période orbitale (jours) | Excentricité | Inclinaison | Rayon |
| ------- | ------------ | ------------------- | ------------------------ | ------------ | ----------- | ----- |
| b       | 2,82±0,51 M🜨 | 0,078               | 14,638                   | 0,13         |             |       |